# 布格布罗尔
布格布罗尔是德国莱茵兰-普法尔茨州的一个市镇。总面积10.62平方公里，总人口3156人，其中男性1590人，女性1566人（2011年12月31日），人口密度297人/平方公里。